# 赤松茂
赤松 茂（あかまつ しげる）は日本の工学者。法政大学理工学部応用情報工学科教授。

## 略歴
- 1975年3月 東京大学工学部計数工学科卒業
- 1977年3月 東京大学大学院修士課程修了
- 1977年 日本電信電話公社（現NTT）通信研究所
- 1992年 ATR人間情報通信研究所（第2研究室長）
- 2001年4月 法政大学工学部システム制御工学科教授

| スタブアイコン | サブスタブ | この項目は、まだ閲覧者の調べものの参照としては役立たない、人物に関連した書きかけの項目です。この項目を加筆・訂正などしてくださる協力者を求めています（P:人物伝/PJ:人物伝）。 |